# Xi Octantis
Xi Octantis (ξ Octantis förkortat Xi Oct, ξ Oct) som är stjärnans Bayer-beteckning, är en ensam stjärna i stjärnbilden Oktanten (Octans). Den har en genomsnittlig skenbar magnitud av 5,34 och är svagt synlig där ljusföroreningar ej förekommer. Baserat på parallaxmätningar inom Hipparcos-uppdraget på ca 6,6 beräknas den befinna sig på ett avstånd av ca 493 ljusårs (ca 151 parsek) från solen.

## Egenskaper
Xi Octantis är en blå till vit underjättestjärna av spektralklass B6 IV. Den har en radie som är ca 2,7 gånger större än solens och utsänder ca 314 gånger mera energi än solen från dess fotosfär vid en effektiv temperatur på ca 12 400 K.
Xi Octantis är en pulserande variabel av SPB-typ. Den varierar mellan skenbar magnitud +5,32 och 5,36 med en period av 1,76866 dygn.